# Município de Huntsville (condado de Rockingham, Carolina do Norte)
Localização da Carolina do Norte nos E.U.A.
O município de Huntsville (em inglês: Huntsville Township) é um localização localizado no  condado de Rockingham no estado estadounidense da Carolina do Norte. No ano 2010 tinha uma população de 6.085 habitantes.

## Geografia
O município de Huntsville encontra-se localizado nas coordenadas 36° 19′ 08,49″ N, 79° 58′ 53,14″ O.